# لين ستين
لين ستين (بالإنجليزية: Lynn Steen)‏ هو رياضياتي وأستاذ جامعي أمريكي، ولد في 1941 في شيكاغو في الولايات المتحدة، وتوفي في 21 يونيو 2015 في منيابولس في الولايات المتحدة.